# Cyrtocarpa edulis

Cyrtocarpa edulis es una especie perteneciente ala familia de las anacardiáceas.

## Descripción
Es un arbusto o árbol que alcanza un tamaño  de 5 m de altura,  tiene la corteza de color gris o rojiza. Las hojas están divididas en hojitas y tienen la punta redondeada. Sus flores son pequeñas, blancas o algo verdosas y están colocadas en forma de pirámide. Los frutos son carnosos, de color amarillo claro y naranja.

## Distribución y hábitat
Se distribuye por México donde habita en climas cálidos, secos y semisecos entre los 10 y los 1500 m s. n. m. Crece en suelo arenoso y a orillas de riachuelos, asociado al bosque tropical caducifolio, matorral xerófilo y bosques de encino.

## Propiedades
En Sonora se aprovecha esta especie para resolver problemas respiratorios como asma, ronquera, trastornos del pecho, y en el Estado de México se utiliza para aliviar los resfríos.
Otras aplicaciones medicinales la indican en el tratamiento del estreñimiento, deshidratación por insolación, nervios y fiebre.
Historia
En el siglo XVI, Francisco Hernández de Toledo señala: "el fruto es sumamente astringente y glutinoso, los huesos encierran una almendra que es eficaz para curar la lepra untándola en el cuerpo".

## Taxonomía
Cyrtocarpa edulis fue descrita por (Brandegee) Standl. y publicado en Contributions from the United States National Herbarium 23(3): 659. 1923.
Sinonimia
- Cyrtocarpa edulis var. glabra León de la Luz & Pérez Navarro
- Tapirira edulis Brandegee[3]